# Ludwig Ernst von Borowski

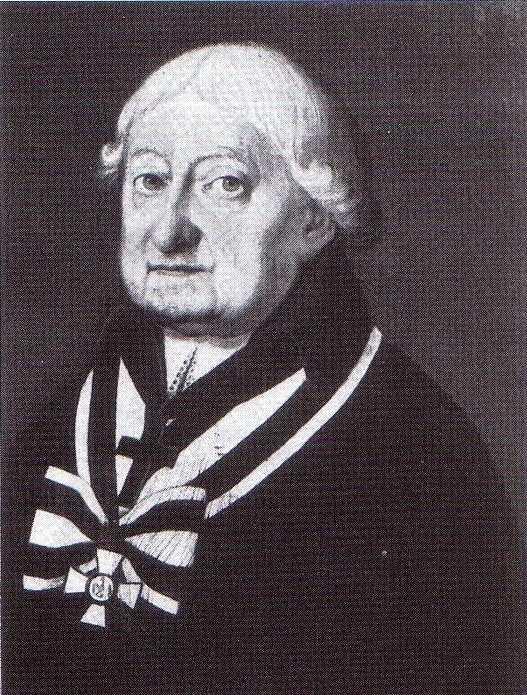
Ludwig Ernst von Borowski mit dem Schwarzen Adlerorden

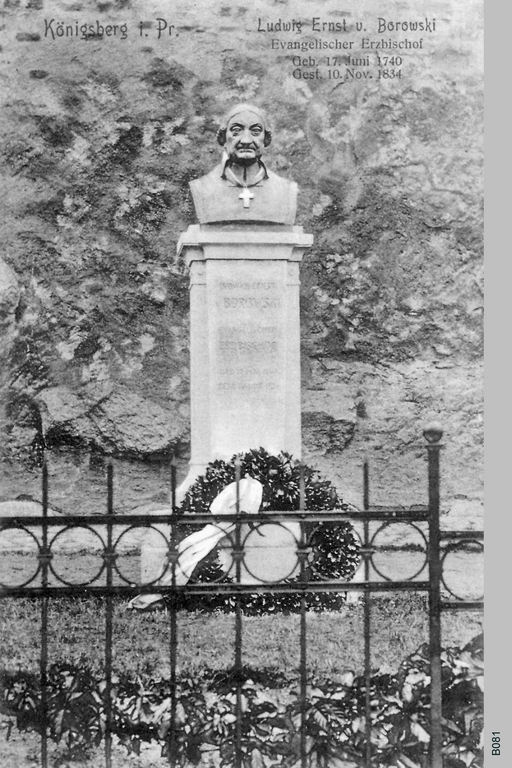
Standbild an der Neuroßgärter Kirche von Cauer

Ludwig Ernst von Borowski (* 17. Juni 1740 in Königsberg; † 10. November 1831 ebenda) war ein deutscher evangelischer Geistlicher, zuletzt Generalsuperintendent und Erzbischof.

## Leben
Borowski war der Sohn eines Lackfabrikanten und Hofglöckners an der Königsberger Schlosskirche. 1755 war er an der Albertus-Universität Königsberg Schüler Immanuel Kants. Ab 1762 wirkte er als Feldprediger in Sorau, ab 1770 als lutherischer Erzpriester der Inspektion Schaaken in Schaaken (Ostpreußen). Als Pfarrer wurde er 1782 an die Neuroßgärter Kirche in Königsberg (Preußen) berufen. Ab 1793 war er königlicher Spezialkommissar für Kirchen und Schulen und ab 1804 Konsistorialrat.
Borowski genoss die vorbehaltlose Wertschätzung Friedrichs des Großen und seiner Nachfolger. Das galt besonders für Friedrich Wilhelm III., der nach dem Tod der Königin Luise durch Trostbriefe mit Borowski in Verbindung blieb.
Als Oberkonsistorialrat (1809) und Generalsuperintendent (1812) hatte Borowski großen Einfluss auf das Schulwesen. 1815 wurde er Oberhofprediger an der Schlosskirche, 1816 Bischof und 1829 schließlich Erzbischof der Evangelischen Kirche Preußens. Er gründete den Verein der Bibelfreunde, 1814 die Preußische Bibelgesellschaft, den Königsberger Missionsverein und 1822 die Missionsdirektion.
Borowski erhielt 1831 den Schwarzen Adlerorden und wurde damit nobilitiert.

## Werke
- Neue preuß. Kirchenregistratur, 1789.
- Ueber D. Georg Christoph Pisanski – Leben, Charakter und Schriften.  Vorrede zu Georg Christoph Pisanski: Entwurf der Preußischen Litterärgeschichte. Aeltere Geschichte vom ersten Beginnen gelehrter Kenntnisse in Preußen an bis zum Anfange des siebzehnten Jahrhunderts. Königsberg 1791 (Digitalisat)
- Darstellung des Lebens und des Charakters Immanuel Kant’s. Von Kant selbst genau revidirt und berichtigt. Königsberg 1804, 276 Seiten (Volltext)
- Ausgewählte Predigten und Reden in den Jh. 1762-1831 (K. L. Volkmann, Hrsg.), 1833.
- Königsberger patriotische Predigten aus den Jahren 1806-1816, hrsg. von Alfred Uckeley, 1913.